# اختبار جماعي
الاختبار الجماعي في الإحصاء والرياضيات التوافقية هو أي إجراء يقسم مهمة تحديد كائنات معينة إلى اختبارات على مجموعات من العناصر وليس على عناصر فردية، يعد الاختبار الجماعي الذي درسه روبرت دورفمان لأول مرة في عام 1943 مجالًا جديدًا نسبيًا للرياضيات التطبيقية، يمكن تطبيقه على مجموعة واسعة من التطبيقات العملية وهو مجال نشط للبحث اليوم.
من الأمثلة المألوفة للاختبار الجماعي سلسلة من المصابيح الكهربائية المتصلة على التوالي، حيث من المعروف أن أحد المصابيح بالضبط مكسور.
الهدف هو العثور على المصباح المكسور باستخدام أقل عدد من الاختبارات (حيث يتم الاختبار عند توصيل بعض المصابيح بمصدر طاقة)، النهج البسيط هو اختبار كل لمبة على حدة ومع ذلك عندما يكون هناك عدد كبير من المصابيح سيكون من الأفضل تجميع المصابيح في مجموعات، على سبيل المثال من خلال توصيل النصف الأول من المصابيح مرة واحدة، يمكن تحديد نصف اللمبة المكسورة مع استبعاد نصف المصابيح في اختبار واحد فقط.
يمكن أن تكون مخططات إجراء الاختبارات الجماعية بسيطة أو معقدة وقد تكون الاختبارات المتضمنة في كل مرحلة مختلفة. تسمى المخططات التي تعتمد فيها اختبارات المرحلة التالية على نتائج المراحل السابقة إجراءات تكيفية، بينما تسمى المخططات المصممة بحيث تكون جميع الاختبارات معروفة مسبقًا إجراءات غير تكيفية. يُعرف هيكل مخطط الاختبارات المتضمنة في إجراء غير تكيفي باسم تصميم التجميع.
للاختبار الجماعي العديد من التطبيقات، بما في ذلك الإحصاء وعلم الأحياء وعلوم الكمبيوتر والطب والهندسة والأمن السيبراني. تم إحياء الاهتمام الحديث بخطط الاختبار هذه من خلال مشروع الجينوم البشري.